# Salvador do Monte
Salvador do Monte ist eine Gemeinde im Nordwesten Portugals.
Salvador do Monte gehört zum Kreis Amarante im Distrikt Porto, besitzt eine Fläche von 7,5 km² und hat 894 Einwohner (Stand 19. April 2021).